# Relapse Records
Relapse Records est un label indépendant américain, basé à Upper Darby, en Pennsylvanie. Il est spécialisé dans le heavy metal (le label présente de nombreux artistes de grindcore, de death, de sludge metal et de mathcore).

## Histoire
Relapse Records est fondé en août 1990 par Matt Jacobson, dans la cave de ses parents à Aurora, dans le Colorado. Le label s'est spécialisé dans le metal extrême et expérimental. Relapse a depuis longtemps édité des artistes bénéficiant d'un fort succès d'estime dans le milieu du metal extrême, mais peu connu des grands médias, comme : Nile (désormais signé chez Nuclear Blast), The Dillinger Escape Plan, Burnt by the Sun, Amorphis, Suffocation, Neurosis, Soilent Green, Agoraphobic Nosebleed, Exhumed, Coldworker, Nasum et Mastodon.
Relapse Records crée en 1992 un sous-label appelé Release Records, spécialisé dans la musique ambient et noise.
En 2010, Relapse annonce avoir conclu un accord avec l'avocat spécialiste de la propriété intellectuelle Eric Greif et Perseverance Holdings Ltd. pour reprendre le catalogue de Chuck Schuldiner et les noms Death et Control Denied au niveau international. Le sixième album studio de Death, Symbolic, sorti en 1995, est exclu de l'accord, les droits de cet album étant toujours détenus par Roadrunner Records.
Le 5 août 2011, Relapse annonce un partenariat de 24 semaines avec Moshpit Tragedy Records, en publiant chaque semaine un album mp3 du catalogue Relapse sur le site web de Moshpit Tragedy.

## Groupes et artistes
Groupes et artistes signés ou ayant été signés sur le label :
- Abscess
- Agoraphobic Nosebleed
- Alabama Thunderpussy
- The Album Leaf
- Alchemist
- Amber Asylum
- Amenra
- Amorphis
- Anal Cunt
- Antigama
- Atriarch[4]
- Baroness
- Benümb
- Birds of Prey
- Blood Duster
- Bongzilla
- Brian Posehn
- Brutal Truth
- Buried Inside
- Burnt by the Sun
- Burst
- Cephalic Carnage
- Coalesce
- Convulse
- The County Medical Examiners
- Cretin
- Cryptic Slaughter
- Daylight Dies
- Dead Horse
- Dead World
- Death
- Deceased
- The Dillinger Escape Plan
- Disembowelment
- Disfear
- Disrupt
- Don Caballero
- Dying Fetus
- Dysrhythmia
- Embalmer
- Enslaved
- The End
- Exhumed
- Exit-13
- Facedowninshit
- Flesh Parade
- Fuck the Facts
- General Surgery
- Gore Beyond Necropsy
- Goreaphobia
- Gruesome (2014)[5]
- Halo
- Hemdale
- High on Fire
- Human Remains
- Incantation
- Jucifer
- Kalibas
- Karaboudjan
- King Woman
- Leng Tch'e
- Lethal Aggression
- Lost Soul
- The Luddite Clone
- Mastodon
- Megaptera
- Merzbow
- Mindrot
- Minsk
- Misery Index
- Morgion
- Mortician
- Mumakil
- Nasum
- Nebula
- Necrophagist
- Neurosis
- Nightstick
- Nile
- Nostalgia
- Nothing
- Origin
- Obscura
- Pan-Thy-Monium
- Pentagram
- Phobia
- Pig Destroyer
- Red Harvest
- Regurgitate
- Repulsion
- Revocation
- Rumpelstiltskin Grinder
- Rune
- Rwake
- Skinless
- Soilent Green
- Solarus
- Subterranean Source
- Suffocation
- Terminal Sound System
- Time of Orchids
- Today Is the Day
- Torche
- Toxic Holocaust
- Trial of the Bow
- Tribes of Neurot
- True Widow
- Unsane
- Uphill Battle
- Vidna Obmana
- Windhand
- Zeke
- Zombi